# Complicated
A Complicated Avril Lavigne első kislemeze a Let Go című első albumáról. A dalt Avril Lavigne és a The Matrix (Scott Spock, Lauren Christy, and Graham Edwards) írta és készítette. A dal listavezető lett Ausztráliában (hat hétig), Új-Zéland é Mexikó (kilenc hétig), második a Billboard Hot 100-on és harmadik az Egyesült Királyságban. A második legjobban szereplő dala az amerikai listán (a Girlfriend első lett) és egyike volt a legsikeresebb számoknak 2002-ben. Egy rekordod is felállított Lavigne ugyanis tizenegy egymást nem követő héten volt listavezető első sláger a Contemporary hit radio nevezetű listán, ezzel együtt Natalie Imbruglia-nak sikerült ez a "Torn" című számával. "Complicated"-et jelölték két Grammy díjra az év dala és a legjobb női popénekes kategóriában. A dalt kiparodizálta "Weird Al" Yankovic 2003-as Poodle hat című lemezén.

## Háttér
"Complicated" arról szól, hogy az emberek lehetnek hamisak. Lavigne elmondta a dalról:"Az emberek néha zavarnak engem, hogy ők nem igaziak, és ők mondjuk egy másik arcot használnak, két-arcúak." Lavigne kijelentette, hogy tapasztalta mind a lány és fiú barátai között.

## Videóklip
A videót rendezte a The Malloys. Úgy kezdődik, hogy Lavigne kéri a zenésztársait, hogy menjenek el a plázába szórakozni. Lelkesednek az ötletért, és elindulnak gördeszkán. A videóban Lavigne és a bandája zaklatják a vásárlókat, az alkalmazottakat és a biztonsági őröket. Például amikor a társai vicces ruhába öltöznek, és méltóképpen jelenik, amikor Lavigne énekli "You come over unannounced, dressed up like you're something else".
Van egy felvétel, ahol Lavigne énekel egy gördeszkaparkban, miközben gitáron játszik és a zenekar követi. Gördeszkások láthatok körülöttük, miközben a dalt játsszák. Mikor ez következik, hogy "You fall and you crawl..." akkor az egyik gördeszkás elesik.
A videót 2 napig forgatták, addig a bevásárlóközpont nyitva maradt.

## Fogadtatás
Rolling Stone Magazin olvasói a dalt a 8. legjobb számnak szavazták meg az évtizedben. A Blender magazin a 197. helyen sorolja az 500 legjobb dal listáján. A Billboard magazin a "Top 100 kislemez az évtizedben" listán a 87. helyen sorolja. Egy AOL Rádió szavazáson a hallgatók a hatodik legjobb dalának szavazták meg Lavignenek.
David Browne a Entertainment Weekly-nél B-t adott a dalra, "Avril nem viccel a címmel, ő a megtestesítője a virágzó anti-Britney mozgalomnak". Christina Saraceno az Allmusic-tl kijelentette, hogy "egy gyöngyszeme a gyilkos pop/rocknak", és megjegyzett hasonlóságot Pink Don't Let Me Go című száma között és e között. Sacareno kiemelte, hogy az egyik legjobb szám a Let Gon.
Egy negatív kritika Sal Cinquemani a Slant magazintól, aki azt mondta "Complicated" "fertőző" és "pózoló, mint egy punk". David Browne az Entertainment Weekly megjegyezte, amikor felülvizsgálta a második albumát az Under My Skin-t, olyan, mint egy "úgy éreztem Complicated, egyike ideges-együttes Morissette-daloknak

## Díjak
2x-es platinalemez lett Ausztráliában. Kanadában több mint 100 ezer példányban kelt el, így hitelesített arany és platinalemez, de az igazolást a CRIA nem adta ki, legalább 50 és 100 ezret szállítottak ki belőle. "Complicated"-del Lavigne megnyerte a 2003 MTV Video Music Awardson a Legjobb új előadó díját. 2003-ban a Juno Awardson a Legjobb dal kategóriában nyert. Az Egyesült Államokban jelölték a Grammy-díjra a Legjobb női popénekes és Az év dala kategóriában 2003-ban. Brazíliában 2003-ban jelölték a legjobb BMV kategóriában.

## Ranglisták
| Ranglista (2002)                              | Helyezés |
| --------------------------------------------- | -------- |
| U.S. Billboard Hot 100                        | 2        |
| Australia ARIA Top 50 Singles                 | 1        |
| Austria Top 75 Singles                        | 2        |
| Belgium Top 50 (francia) Singles              | 5        |
| Belgium Top 50 (holland) Singles              | 3        |
| Canadian Top 50 Singles                       | 1        |
| Danish Singles Chart                          | 2        |
| Dutch Top 40 Singles                          | 4        |
| France Top 100 Singles                        | 21       |
| Finnish Singles Chart                         | 17       |
| Germany Top 100 Singles                       | 3        |
| Europe Top 50 Singles                         | 1        |
| Italy Top 40 Singles                          | 1        |
| Mexico Top 100 Airplay                        | 1        |
| Norway Top 20 Singles                         | 1        |
| Hungarian Top 40 Singles                      | 18       |
| Sweden Top 60 Singles                         | 2        |
| Switzerland Top 100 Singles                   | 2        |
| UK Official Top 75 Singles                    | 3        |
| New Zealand Singles Chart                     | 1        |
| U.S. ARC Chart (Radio) Top 40                 | 1        |
| U.S. Billboard Adult Contemporary             | 13       |
| U.S. Billboard Latin Tropical / Salsa Airplay | 20       |
| Venezuelan Singles Chart                      | 1        |

### Fordítás
Ez a szócikk részben vagy egészben  a   Complicated (Avril Lavigne song) című angol Wikipédia-szócikk ezen változatának fordításán alapul.  Az eredeti cikk szerkesztőit annak laptörténete sorolja fel. Ez a jelzés csupán a megfogalmazás eredetét és a szerzői jogokat jelzi, nem szolgál a cikkben szereplő információk forrásmegjelöléseként.